# Licuala taynguyensis
Licuala taynguyensis är en enhjärtbladig växtart som beskrevs av Anders Sánchez Barfod och Finn Borchsenius. Licuala taynguyensis ingår i släktet Licuala och familjen Arecaceae. Inga underarter finns listade i Catalogue of Life.